# Joseph-Armand Choquette
Pour l’article homonyme, voir Choquette.
Joseph-Armand Choquette (24 juillet 1905-6 avril 1999) est un agriculteur et homme politique fédéral du Québec.

## Biographie
Né à Katevale au Québec, Choquette devint député du Bloc populaire canadien dans la circonscription fédérale de Stanstead lors de l'élection partielle de 1943 après l'annulation de l'élection de 1940 qui avait nommé député Robert Greig Davidson. Il remporte cette élection en raison de l'insatisfaction grandissante de l'électorat francophone envers le gouvernement libéral de William Lyon Mackenzie King et qui conduit à la Crise de la conscription de 1944. Malgré le fait que la majeure partie de l'électorat anglophone ait voté pour Davidson, Choquette réussit à accaparer l'électorat francophone avec le support de l'Union des fermiers catholiques et le respecté politicien Henri Bourassa. Il est défait par le progressiste-conservateur John Thomas Hackett qui redevient député en 1945.
M. Choquette a également servi comme secrétaire-trésorier de la municipalité de Sainte-Catherine-de-Hatley en plus d'opérer une ferme dans cette même localité.